# Yardımcılar, Taşlıçay
Yardımcılar là một xã thuộc huyện Taşlıçay, tỉnh Ağrı, Thổ Nhĩ Kỳ. Dân số thời điểm năm 2011 là 804 người.